# نادي 9 دي خوليو دي رافاييلا
9 دي خوليو دي رافاييلا (بالإنجليزية: 9 de Julio de Rafaela)‏ هو نادي كرة قدم في الأرجنتين تأسس في 9 يوليو 1904. يلعب في الدرجة B.